# Burg Nettersheim
Burg Nettersheim, oder auch Altes Schloss genannt, ist die Bezeichnung einer abgegangenen Wasserburg in Nettersheim, Kreis Euskirchen, Nordrhein-Westfalen.
Die Burg mit ehemals großem, annähernd quadratischen Burggebäude lag etwa 150 m nordwestlich der Kirche am Zusammenfluss von Urft und Genfbach. Die Wassergräben erhielten ihr Wasser aus der Urft. Das Grabensystem mit dem Burggebäude bestand noch im 19. Jahrhundert und wurde nach 1870 beim Bau der Eisenbahnstrecke einplaniert. Teile der Steine der Burg hat der damalige Besitzer, dem auch der Sophienhof gehörte, schon 1856 für den Neubau des Hofes verwendet. Vermutlich war sie schon zu dem Zeitpunkt eine Ruine. 1707 soll sie abgebrannt sein. Steinreste sind heute noch unter den Eisenbahngleisen der Eifelstrecke und unter dem angrenzenden Parkplatz zu finden.